# Железнодорожная катастрофа в Ракаиа
Железнодоро́жная катастро́фа в Рака́иа — железнодорожная авария в городе Ракаиа, в новозеландском регионе Кентербери, которая произошла вечером 11 марта 1899 года. Один из двух экскурсионных поездов, возвращавшийся из Ашбертона в Крайстчерч, врезался в заднюю часть другого экскурсионного поезда на железнодорожной станции Ракаиа, в результате чего погибли четыре пассажира. Авария произошла из-за превышения скорости и привела к запоздалым улучшениям в системе сигнализации и торможения со стороны Департамента железных дорог.

## Предпосылки
Ракаиа была промежуточной станцией на однопутной Главной южной линии между Ашбертоном и Крайстчерчем с ответвлением на Метвен. Около 3000 рабочих и их семей со скотобойни New Zealand Refrigerating Company в Крайстчерче накануне проводили в Ашбертоне свой ежегодный пикник и возвращались домой двумя экскурсионными поездами. В первом поезде было два локомотива и 30 вагонов, во втором — один локомотив, 14 пассажирских и два товарных вагона. Первый поезд отправился из Ашбертона в 18:05. Второй поезд отправился с опозданием на 20 минут, в 18:35. Кондуктор поезда, Уильям Климпсон (англ. William Climpson), остался на платформе. Эти два поезда должны были пропустить в Ракаиа регулярный поезд Крайстчерч—Ашбертон, на ветке к югу от станции Ракаия стоял поезд с линии Метвен. Погодные условия были неблагоприятными, с проливным дождём и юго-западным ветром.

## Авария

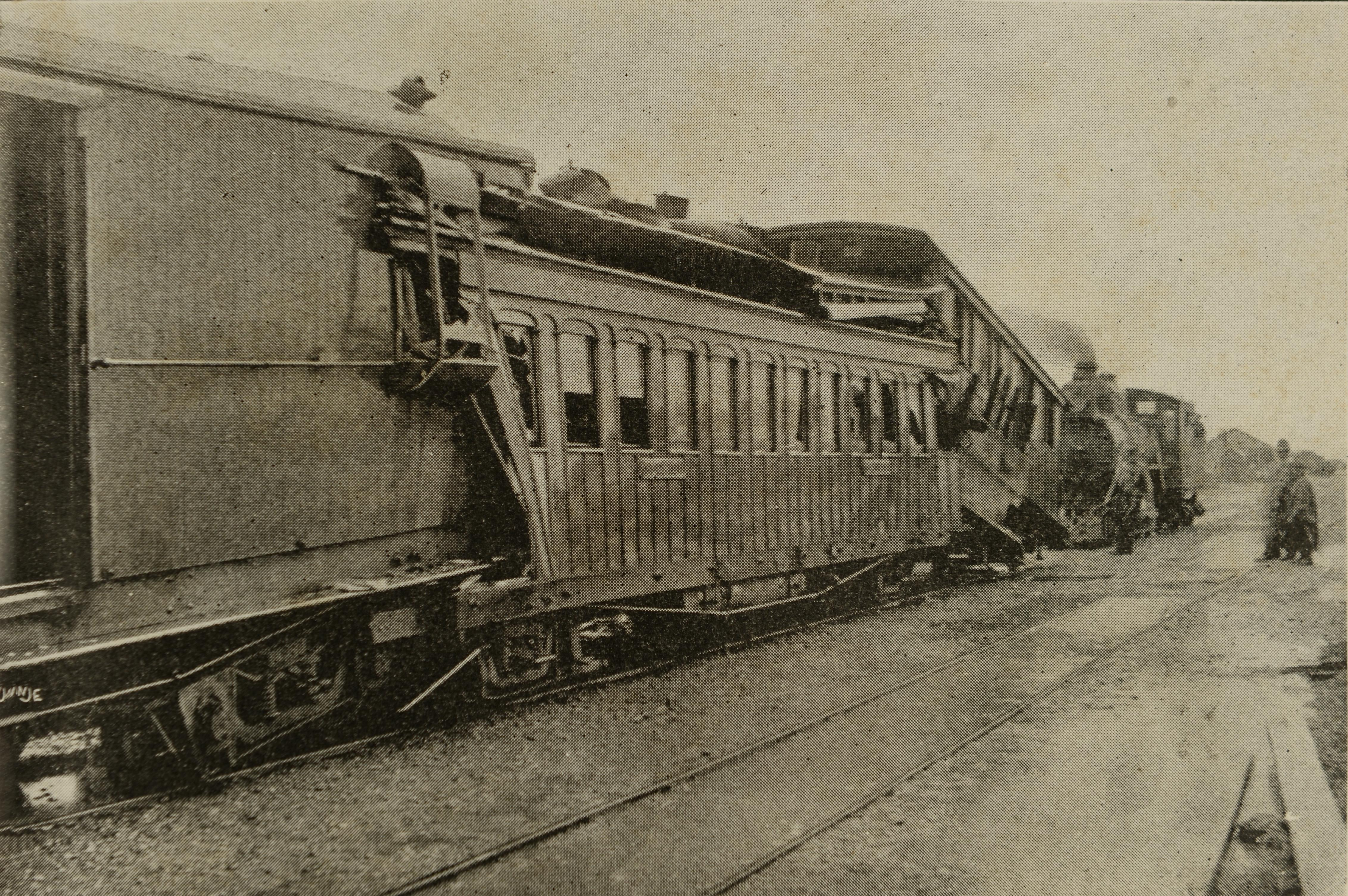
Повреждённые вагоны первого поезда

Второй поезд пытался наверстать упущенное время и должен был остановиться недалеко от станции Ракаиа. Но машинист, Чарльз Картер (англ. Charles Carter), не начинал торможение до тех пор, пока не увидел ручной фонарь станционного смотрителя. Заторможенные колёса начали скользить юзом по мокрым рельсам. Кондуктор первого поезда, Дж. Керсон (англ. J. Curson), заметил, что второй поезд быстро приближается, и дал знак своим машинистам — Уильяму Хайланду (англ. William Hyland) и Гардинеру (англ. Gardiner), чтобы они отвели первый поезд вперёд. Несмотря на то, что первый поезд успел переместиться вперёд только на два вагона, это уменьшило ущерб. Локомотив второго поезда врезался в заднюю часть кондукторского вагона первого поезда, в результате чего тот вошёл на 4,3 метра в следующий вагон, а тот — на 2,4 метра в третий вагон с хвоста.

## Жертвы и пострадавшие
Погибли четыре пассажира, в том числе три девушки и ребёнок, 22 получили ранения.

## Последствия
Следствие установило, что Картер слишком быстро приближался к станции, и критиковало отсутствие стационарных сигналов на станции, где встречались пять пассажирских поездов. Картер был оправдан в Верховном суде Крайстчерча по обвинению в непредумышленном убийстве, но был отстранен от должности после того, как Королевская комиссия по расследованию установила, что он не соблюдал правила, регулирующие приближение к станции. Но он был «козлом отпущения для железнодорожной системы, страдающей от сильных болезней роста, и использующей методы работы, которые не поспевали за возросшим трафиком».
Авария привела к установке пневматических тормозов на подвижной состав и улучшению сигнализации. До этого только локомотивы класса UB оснащались пневматическими тормозами, с ручным управлением в вагоне кондуктора в задней части, а на станции Ракаиа не было стационарных сигналов.
Таким образом, на подвижной состав были установлены воздушные тормоза Вестингауза и установлены блокировочные сигналы на станции, а также системы блокировки Тайера на однопутных линиях (большинство линий NZR были однопутными).